# 大鹿国直
大鹿国直（おおかくにのあたい、生没年不詳）は、古墳時代の豪族・菊麻国造の一人。

## 概要
『先代旧事本紀』「国造本紀」では武蔵国造の祖・兄多毛比命の子とされ、成務天皇の御代に菊麻国造（くくまのくにのみやつこ）に定められたとされる。
宝賀寿男は、大鹿国直の名について、伊勢大鹿首の先祖が東国の常陸国にも関係したことから、女系を通じた所縁があったと主張している。また、娘の弟媛が仲哀天皇妃となっており、この縁由で一族の五十狭茅宿禰が麛坂皇子、忍熊皇子側に味方したものであるとも主張している。
市原郡妙香村に墓があるとする言い伝えがあり、子には小鹿直がいるとされる。